# Abdullah Malikyar
Abdullah Malikyar (* 16. April 1909 in Kabul; † 4. August 2002 in Wheaton, Virginia, Vereinigten Staaten) war ein afghanischer Diplomat und Politiker.

## Leben
Abdullah Malikyar war der Sohn von Bibi Khurd und Brigadier Abdul Ahmad Malikyar. Er studierte am Istiklal College in Kabul und an der Franco-Persane High School in Teheran, der Hauptstadt Irans. Nach dem Studium wurde er Kopf eines Unternehmens mit Sitz in Deutschland und 1937 Vizepräsident der Da Afghanistan Bank. Von 1941 bis 1948 und anschließend von 1951 bis 1954 war er Gouverneur von Herat und brachte in dieser Zeit einige Reformen in Gang. So kämpfte er gegen die Korruption und investierte in ein umfangreiches Städtebauprogramm. Von 1953 an kümmerte er sich als Verantwortlicher um die Besiedelung des Tales zwischen den beiden Flüssen Hilmend und Arghandāb durch afghanische Nomadenstämme.
1957 wurde Malikyar Handelsminister. 1960 wechselte er ins Finanzministerium und arbeitete als Finanzminister eng mit der UdSSR zusammen, die versuchte ihren finanziellen Einfluss auf Afghanistan auszubauen. Er begleitete im September 1963 Mohammed Sahir Schah auf einem Staatsbesuch in die Vereinigten Staaten. Am 7. September traf die Reisegruppe auf Präsident John F. Kennedy. Von 8. Juli 1964 bis 1966 war er Ambassador to the Court of St James’s. Von 12. Februar 1967 bis 1974 war er Botschafter in Washington, D.C. Unter anderem kaufte er das historische Gebäude, das schon seit 1945 als Sitz der afghanischen Botschaft diente und das auch heute noch für diese Zwecke genutzt wird. 1975 leitete er die Bank von Afghanistan. Von 1976 bis 1980 war er Botschafter in Teheran. Außerdem bekleidete er ab 1963 das Amt des Premierministers unter Mohammed Daoud Khan und war damit zweiter Mann des Staates.
Nach dem Sturz Dauds und zu Beginn der sowjetischen Intervention in Afghanistan setzte er sich in die Vereinigten Staaten ab, wo er bis zu seinem Tod lebte. In den letzten Jahren hatte er es sich zur Aufgabe gemacht, die Lebensbedingungen der Afghanen unter kommunistischer Führung und unter dem Taliban-Regime öffentlich zu machen. Das letzte Mal zeigte er sich am 29. Januar 2002 öffentlich in der afghanischen Botschaft zusammen mit der afghanischen Sängerin Ehsan Aman und Andrea Koppel von CNN. Er starb am 4. August 2002 an einem Herzleiden im Holy Cross Hospital in Wheaton, Virginia. Dort liegt, nach Verfügung seiner Frau, auch seine letzte Ruhestätte. Neben seinen acht eigenen Kindern hinterließ er auch sieben Enkelkinder.

## Privatleben
Abdullah Malikyar heiratete seine erste Frau Kairia noch vor Antritt seines Studiums. Mit ihr hatte er zwei Töchter. Eine davon, Gulalai Malikyar Daud, war die einzige Überlebende, als ihr Schwiegervater Mohammed Daoud Khan bei einem blutigen Coup afghanischer kommunisten getötet wurde. 1940, nach dem Tod seiner ersten Frau, heiratete Malikyar erneut. Mit seiner zweiten Frau Anisa hatte er sechs weitere Kinder.

## Ehrungen
Abdullah Malikyar erhielt 1979 einen Ehrendoktortitel der University of Nebraska in Rechtswissenschaften.